# Jacques Baynac
Jacques Baynac, né le 28 décembre 1939 à Agen (Lot-et-Garonne) et mort le 3 janvier 2024 à Cahors (Lot), est un historien, romancier, documentariste et scénariste français.

## Biographie

### Contexte familial, influences et formation
Jacques Baynac naît en 1939 à Agen dans une famille d'enseignants très tôt résistants : son père, socialiste, est capitaine dans le groupe Veny en Lot-et-Garonne, et son oncle, qui est un des trois dirigeants des jeunesses communistes, est exécuté au Mont-Valérien en août 1942. Jacques Baynac est proche du communisme de conseils et reste ensuite fidèle au socialisme libertaire radical. Il suit des études d'histoire à l'École pratique des hautes études.

### Six ans d’exil, trois continents
En 1960, refusant de combattre en Algérie, Jacques Baynac s'exile à l'étranger et y demeure six ans. De cette période au cours de laquelle, selon ses propres dires, il a vécu, travaillé et milité dans « sept pays sur trois continents », il revient « vacciné contre la révolution sur le modèle léniniste ».

### Retour en France et engagements
De retour en France en 1966, il est employé pendant deux ans à la librairie La Vieille Taupe de Pierre Guillaume (1966-1968), participant au groupe politique informel du même nom, puis rompt définitivement en 1969 avec Guillaume et son groupe. En octobre 1980, il est à l'origine de l'article « La gangrène », qui sera publié en octobre 1981 dans le quotidien Libération, cosigné par des anciens de la Vieille Taupe et qui dénoncent alors la dérive tendanciellement négationniste du nouveau groupuscule reconstitué par Pierre Guillaume sous ce même nom.
Dans un autre registre, Jacques Baynac s'est également efforcé de démystifier l'histoire de la Révolution russe, et a consacré de nombreuses années à ses recherches sur Jean Moulin. Son livre Les Secrets de Jean Moulin, paru en 1997, a suscité diverses polémiques, lui valant divers procès. Dans cet ouvrage, Jacques Baynac avance qu'avant la guerre et au moins jusqu'en juillet 1941, Jean Moulin était en relation avec plusieurs membres de la IIIe Internationale, dont Louis Dolivet.

### Télévision franco-allemande etHistoires russes
Également producteur et réalisateur de documentaires, proche de Pierre-André Boutang, alors directeur des programmes de la chaîne culturelle franco-allemande Arte, il a aussi écrit six films de moyen métrage formant la série « Histoires russes », diffusés sur Arte et par d'autres télévisions étrangères.

### Décès
Jacques Baynac meurt le 3 janvier 2024 à Cahors, à l’âge de  84 ans.

## Publications

### Ouvrages historiques
- Kamo, Fayard, 1972. Traduction italienne éditions Bompiani, Kamo, L'Uomo di Lenin, 1974
- Sur 1905 (avec Laura Engelstein, René Girault, E. L. Keenan et Avraham Yassour) Champ Libre, Paris, 1974  (ISBN 2-85184-010-X)
- La Bande à Baader, préface sous le pseudonyme Emile Marenssin, Champ Libre, Paris, 1974, traduction allemande éditora Queimada, Haarlem, 1974, traduction italienne edizioni buco, 1976
- La Terreur sous Lénine (1917-1924) (avec Alexandre Skirda et Charles Urjewicz), Sagittaire, 1975. Rééditions : Livre de Poche, 2003, 385 p.  (ISBN 2-253-94349-5) ; L'échappée poche, 2023, 377 p. ; traduction espagnole Tusquets Editor, 1978
- Jan Valtin (pseudonyme de Richard Krebs), Sans patrie ni frontières ((en)Out Of The Night), postface de Jacques Baynac. (Mémoires), J.-C. Lattès, 1975
- Ravachol et ses compagnons, tableaux de Flavio Costantini, Le Chêne, 1976  (ISBN 978-2-85108-088-2)
- Mai retrouvé. Contribution à l'histoire du mouvement révolutionnaire du 3 mai au 16 juin 1968, Robert Laffont, 1978, traduction espagnole Acuarela & A. Machado, 2016  (ISBN 9782221211403)
- Les Socialistes-révolutionnaires (mars 1881 - mars 1917), Robert Laffont, 1979, réédition en 1992  (ISBN 2-221-00388-8)
- Le Roman de Tatiana, biographie de Tatiana Leontiev, Denoël, 1985, traduction américaine  (ISBN 978-2-207-23158-6)
- La Révolution gorbatchévienne, Arpenteur/Gallimard, 1989  (ISBN 2-07-078004-X)
- Les Secrets de l'affaire Jean Moulin, Le Seuil, 1998  (ISBN 2-02-037172-3)
- Présumé Jean Moulin (1940-1943), Grasset, 2007  (ISBN 978-2-246-62811-8)
- L'Amie inconnue de Jean Moulin, Grasset, 2011  (ISBN 978-2-2467-5741-2)

### Roman
- Le Cheval blême, Denoël, 1998  (ISBN 2207234665)

## Filmographie

### Réalisateur
- Saint-Petersbourg, 1990, ARTE
- Le voyage de Saint-Pétersbourg à Moscou, ARTE
- Que sont les soviétiques devenus ? ARTE
- 1996 : L'eau et le feu, documentaire sur la pollution en Russie dans la deuxième partie des années 1990, ARTE.
- 1996 : L’Énergie du désespoir, documentaire sur la pollution liées au nucléaire et aux déchets radioactifs, en Russie, ARTE.
- Nombreuses soiréesThemas ARTE sur l'Algérie, sur les paysans français, sur la Suisse, etc.

### Scénariste
- Le Grand Soir , scénario original, réalisé par Francis Reusser (Suisse), Léopard d'Or au festival de Locarno, 1976
- Derborence d'après C. F. Ramuz, réalisé par Francis Reusser (Suisse, 1984), sélection officielle du festival de Cannes 1985.
- L'Air du crime , scénario original, réalisé par Alain Klarer  (Suisse, 1982)
- Le Tchékiste d'après Vladimir Zazoubrine, réalisé par Alexander Rogozhkin (France-Russie, 1992).
- La Victoire des ténèbres, d'après Leonid Andreéïev, réalisé par  d'Igor Maslennikov (France-Russie,1992)
- La Clef, d'après Mark Aldanov, réalisé par Pavel Tchoukhraï (France-Russie,1992).
- Au bord de l'Yrtich, d'après Serguéï Zaliguine, réalisé par Viatcheslav Sorokine (France-Russie, 1992)
- Le Manuscrit, d'après La Plongée de Lydia Tchoukovskaïa, réalisé par Alexandre Mouratov, (France-Russie, 1992)
- L'Inondation, d'après Evgueni Zamiatine, réalisé par Igor Minaiev (France-Russie, 1994).